# みねゆき型巡視艇
みねゆき型巡視艇（みねゆきがたじゅんしてい、英語: Mineyuki-class patrol craft）は、海上保安庁の巡視艇の船級。区分上はPC型、公称船型は23メートル型。

## 設計
海上保安庁では、昭和25年度計画より23メートル型PC（はつなみ型）の整備を開始した。昭和28年度計画では動揺性能改善のためV型船型を採用した「しののめ」およびむらくも型が建造された。そして昭和33年度計画では、常用速力向上を意図した発展型が建造されることになった。これが「はなゆき」および本型である。
外見上の特徴は、船体中央部より前方の上甲板を隆起させ、前部乾舷を高めたレイズド・デッキ型を採用した点である。また没水部船型は昭和28年度計画艇と同様のV型であるが、東京大学水槽で行った試験を踏まえて、船尾船底に楔形断面のウェッジを付すことで、水抵抗を5パーセント低減した。構造様式としては、外板は檜の二重張り、主要な骨組みは欅の集成材である。また各所に合板やアルミニウム合金、繊維強化プラスチックなどを使用して、船殻重量軽減に務めた。これらの設計は「はなゆき」と共通であるが、2番艇では積層材の使用範囲を減らしている。なお航行資格は1番艇が限定沿海なのに対し、2番艇は沿海とされていた。
本船の特徴は主機関にあり、新潟鐵工所の12SVRディーゼルエンジン（単機出力900馬力）2基でスクリュープロペラ2軸を駆動する方式とされた。主機関の合計出力は400馬力増加したが、速力は、むらくも型と比して1.2ノットの低下となった。
なお従来の海上保安庁では、固定武装の搭載は巡視船に限られており、巡視艇はいずれも非武装であった。しかし1964年5月30日、対馬周辺の領海に国籍不明の高速武装船が現れ、立入検査を行おうとした海上保安官を妨害して逃走するという事件が発生した。これを受けて、閣議了解に基づき、本型を含めて国境警備に当たる高速巡視艇を対象として、兵装として13mm単装機銃（ブローニングM2重機関銃）が搭載されることとなった。なおこの13mm単装機銃は、在日米軍からの供与品であった。

## 同型船一覧
| 計画年度 | #     | 船名     | 建造       | 竣工          | 解役         |
| -------- | ----- | -------- | ---------- | ------------- | ------------ |
| 昭和33年 | PC-38 | みねゆき | 東造船所   | 1959年3月31日 | 1979年2月3日 |
| 昭和34年 | PC-39 | いそゆき | 墨田川造船 | 1960年2月29日 | 1979年7月4日 |